# Музей Герда
33°28′25″ пн. ш. 112°04′26″ зх. д. / 33.4735° пн. ш. 112.074° зх. д.

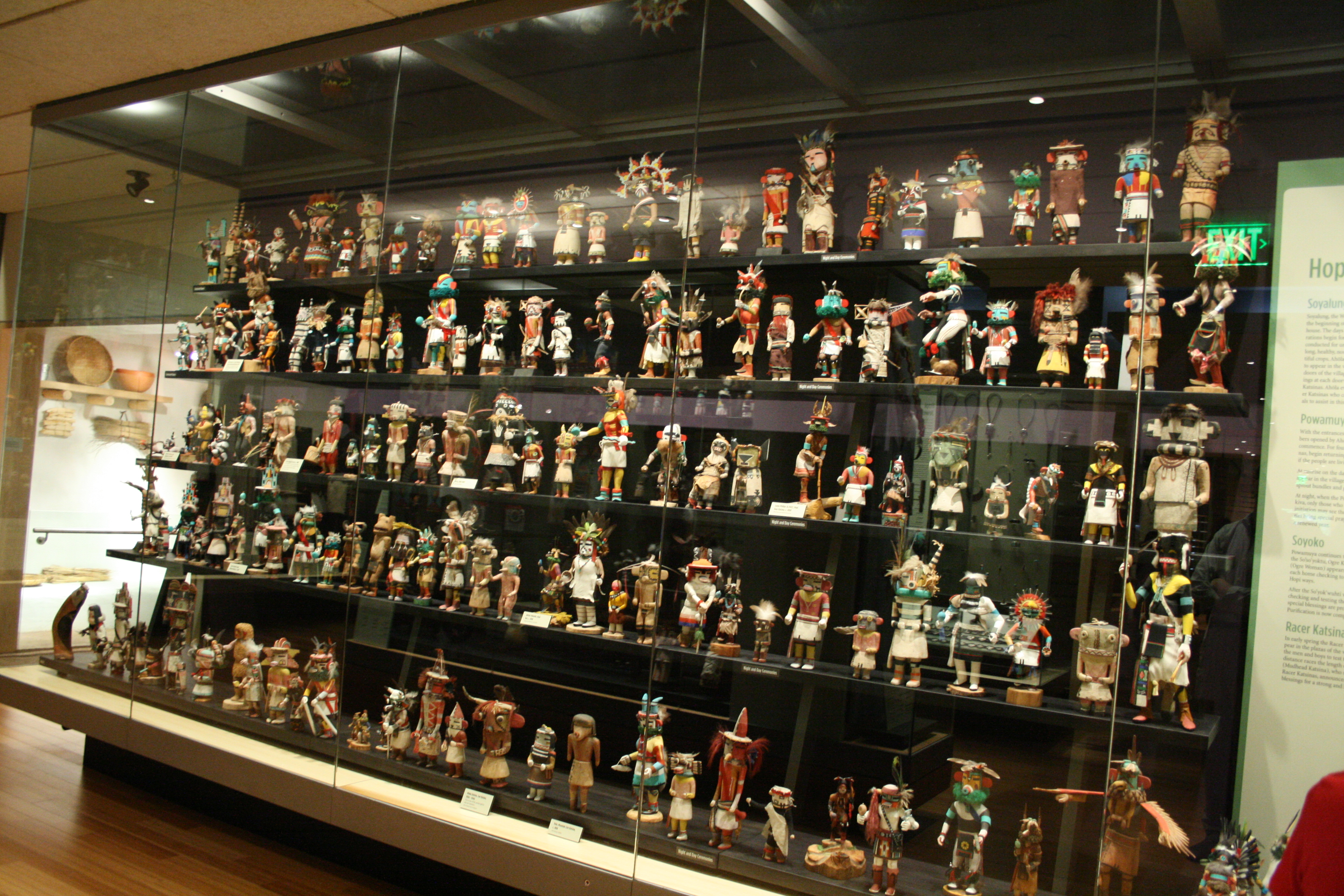
Колекція ляльок-качина (індіанці пуебло)

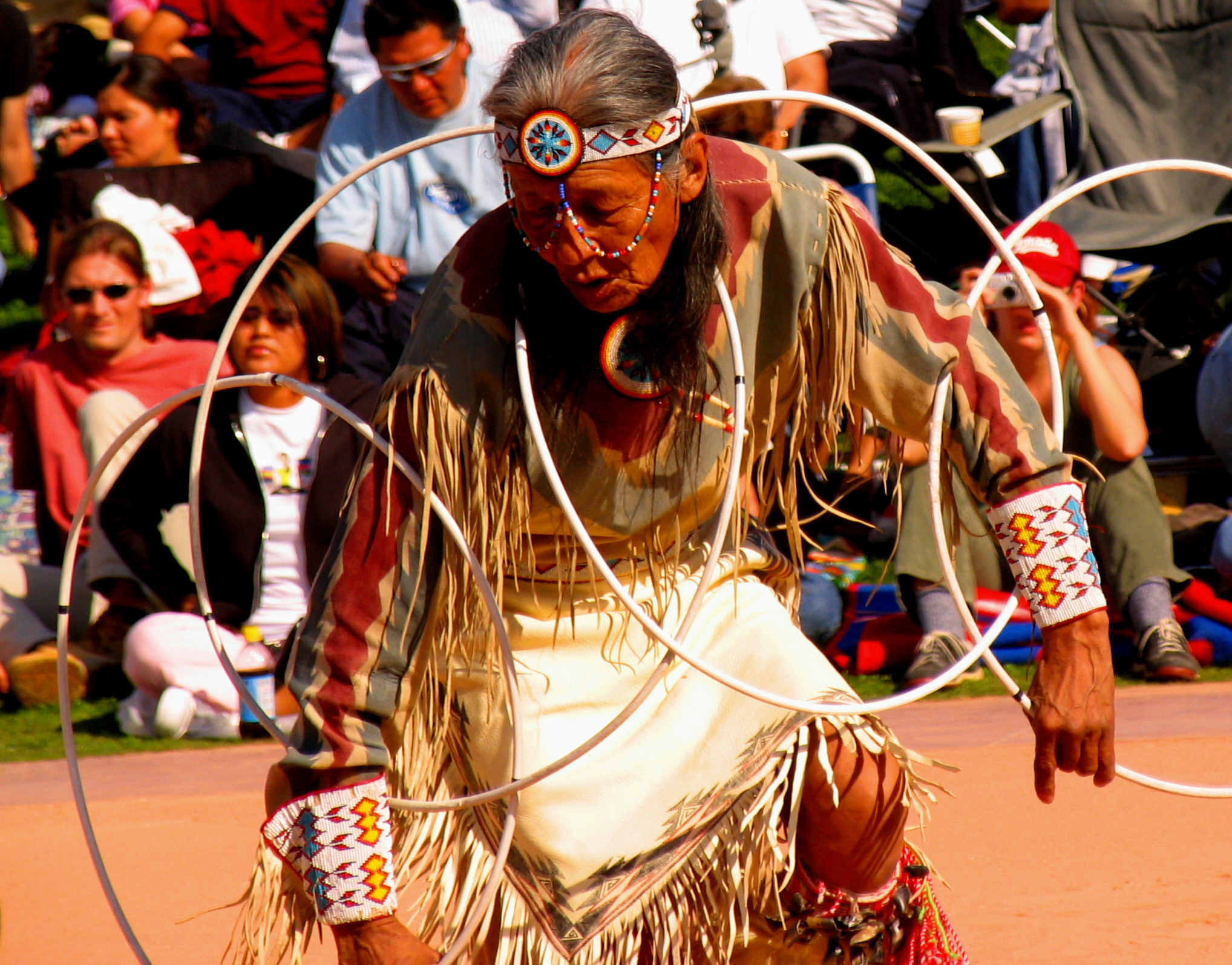
Учасники Світового чемпіонату 2005 р. з індіанського танцю з обручем.

Музей аборигенних культур і мистецтва Герда (англ.  Heard Museum of Native Cultures and Art) знаходиться в м. Фінікс, штат Аризона, США. Філії музею знаходяться в містах Скотсдейл і Серпрайз також у штаті Аризона.
Музей присвячений спадщині та етнографії культур індіанців США, в особливості Південно-Західного регіону (пуебло, навахо тощо).
Музей заснували в 1929 р. Двайт Б. Герд і Мері Бартлетт Герд (Dwight B. and Maie Bartlett Heard) для своєї особистої колекції мистецтва. Більшість індіанських знахідок у колекції Гердів були знайдені при розкопках руїн Ла-Сьюдад і придбані ними в 1926 році.
В даний час колекція музею складається з понад 40000 експонатів, а також бібліотеки й архіву більш ніж у 34000 томів. На площі 12000 м² розташовані галерея, навчальна аудиторія й арена для вистав.
У музеї є, зокрема, такі експозиції:
- Життя корінних народів південного заходу США
- Колекція Марина Аллена Ніколса: 260 предметів сучасного ювелірного мистецтва
- Колекція з 437 історичних ляльок-качина, яку зібрав відомий політик Баррі Голдвотер
- Виставка з історії освіти у ХІХ столітті індіанських дітей у школах-інтернатах з метою їх «американізації». Як писала газета New York Times, експозиція чудово «відображає маловідомий досвід тисяч дітей, переміщених, іноді в примусовому порядку, зі своїх резервацій в урядові школи з метою викорінити їх культуру та „цивілізувати“ їх. Вражаючі фотографії, стара шкільна форма, записи інтерв'ю і пам'ятні речі дають чудове уявлення про цей розділ історії».[8]

Музей щорічно, зазвичай у листопаді, проводить Іспанський ярмарок. Щорічно в лютому музей організовує міжнародний конкурс національного індіанського хуп-танцю. Найвідомішим фестивалем є щорічний весняний Індіанський ярмарок, який проводиться з кінця 1950-х рр.